# Broadwell (Illinois)
Broadwell é uma vila localizada no estado americano de Illinois, no Condado de Logan.

## Demografia
Segundo o censo americano de 2000, a sua população era de 169 habitantes. 
Em 2006, foi estimada uma população de 173, um aumento de 4 (2.4%).

## Geografia
De acordo com o United States Census Bureau tem uma área de 
0,5 km², dos quais 0,5 km² cobertos por terra e 0,0 km² cobertos por água. Broadwell localiza-se a aproximadamente 181 m acima do nível do mar.

## Localidades na vizinhança
O diagrama seguinte representa as localidades num raio de 20 km ao redor de Broadwell. 